# Missile antibalistique
Pour les articles homonymes, voir missile (homonymie).

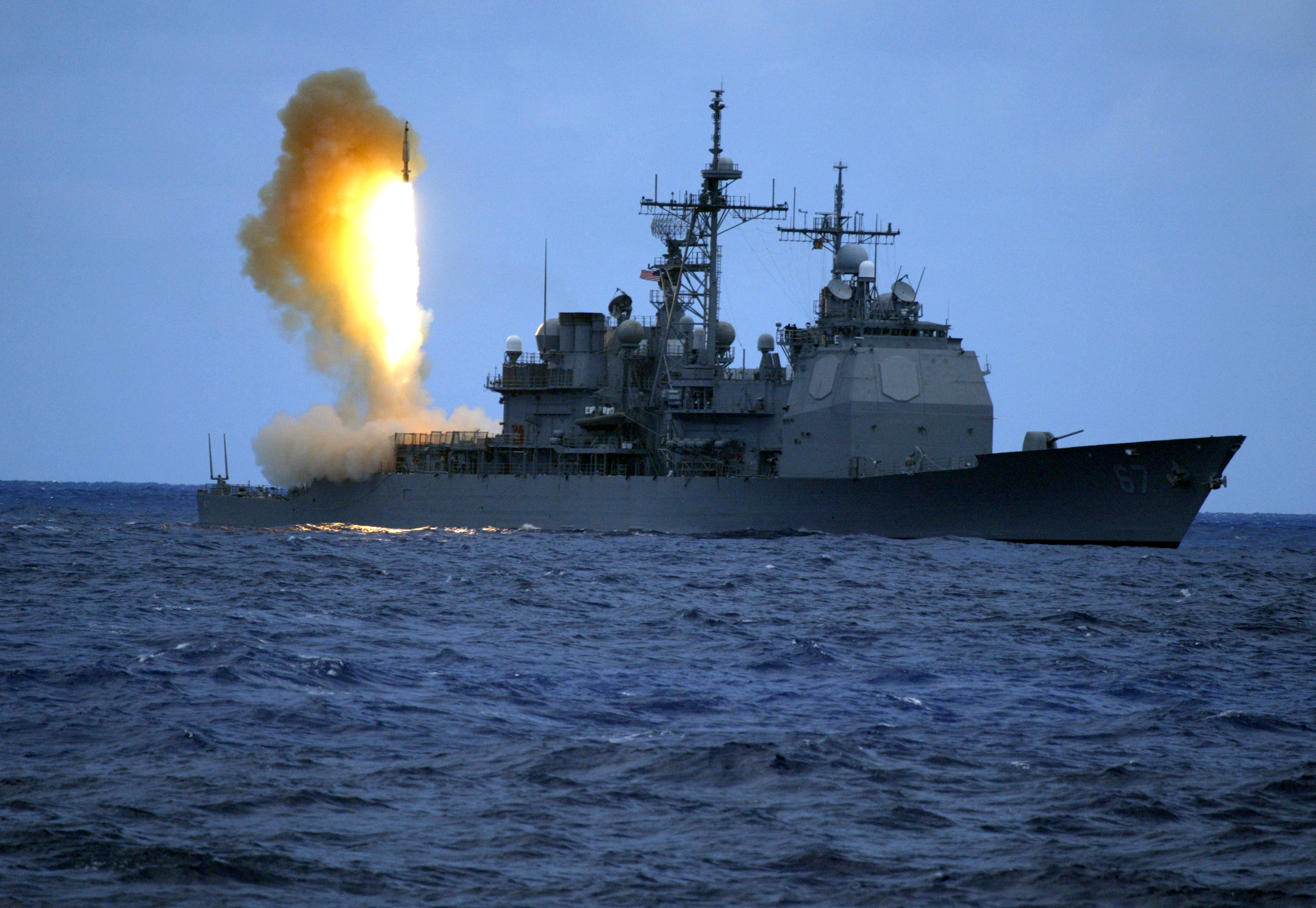
Aegis Ballistic Missile Defense System (National missile defense) : un RIM-161 Standard Missile 3 lancé depuis l'.

Un missile antibalistique (en anglais : « anti-ballistic missile », ABM) est un missile conçu pour intercepter un missile balistique ou une roquette. Le terme est cependant principalement utilisé pour désigner les systèmes conçus pour contrer des missiles balistiques intercontinentaux.

## Histoire
Ce type de missile fait son apparition dans les années 1950, dans le contexte de la guerre froide et de la course aux armements opposant les États-Unis à l'URSS. En 1972, est signé le « traité ABM » ; chaque pays s'engage alors à ne pas déployer plus de 100 missiles antibalistiques et à ne défendre que deux sites, puis un seul après 1974. L'URSS choisit Moscou et les États-Unis choisissent une base de missiles balistiques intercontinentaux. Toutefois, en 2002, les États-Unis se retirent du traité.
Un réseau, comprenant actuellement quatre bases avec une centaine d'intercepteurs, protège Moscou d'une attaque limitée par missile balistique intercontinentaux depuis les années 1970 et, depuis 2004, quelques dizaines de Ground-Based Interceptors sont installés principalement à Fort Greely, côté américain. La Chine commence à travailler sur ces engins à partir de 1963, avec le programme Fan Ji. Les engins précités, destinés à contrer des missiles intercontinentaux, ont une masse supérieure à la dizaine de tonnes.
Depuis la première guerre du Golfe, en 1991, des missiles balistiques dits de courte ou moyenne portée, popularisés sous le nom générique de Scud, sont interceptés par des versions de missiles antiaériens ou missiles spécialisés dans ce rôle d'un gabarit similaire, tel le MIM-104 Patriot.

## Missiles destructeurs des armes des missiles balistiques
Les missiles dits « anti missiles balistiques » diffèrent selon la nature de l'arme qu'ils ont à intercepter. Elle a été lancée par un missile balistique qui, plus ou moins performant, lui a donné une vitesse plus ou moins grande.
La difficulté de l'interception vient essentiellement de la vitesse de l'arme à intercepter. À cette vitesse, est lié obligatoirement un parcours dans l'espace plus ou moins prononcé (cf.missile balistique, trajectoire elliptique).
On distingue ainsi :
- Les armes des missiles balistiques de première génération qui, soit ne s'en séparent pas (Scud…) soit s'en séparent (génération qui suit), mais ne leur donnent pas une vitesse très grande. Elles peuvent accroître leur portée en utilisant l'atmosphère par un rebond (qui modifie la trajectoire[3]), ce que faisait le français Hadès et fait le SS26 Iskander russe.

Ce qui les caractérise toutes, c'est bien d'arriver sur leur cible dans l'atmosphère à une vitesse de l'ordre ou un peu supérieure celle des avions de combat les plus rapides. (armes des Scud, des No-Dong et des premiers missiles balistiques à deux étages…) ;
- Les armes des missiles balistiques des dernières générations, extrêmement rapides, qui arrivent sur leurs cibles telles des étoiles filantes.

Ce qui les caractérise, c'est un temps de parcours dans l'espace très important ;
- Les armes des missiles balistiques de portées et de vitesses intermédiaires.

Ce qui les caractérise, c'est un parcours spatial qui n'est pas important et une vitesse trop grande à l'arrivée pour être traitées comme des avions.

### Différentes modalités d'interception

#### A. Endo-atmosphérique
L'intercepteur des armes lentes (2 à 3 km/s) est un missile de défense anti aérienne initialement prévu pour la destruction des avions (Patriot, SM3 de base, SAMP/T) dont il convient quand même de développer des versions plus performantes dérivées de la défense antiaérienne. On parle alors de « défense aérienne élargie » et d'interception « atmosphérique » ou « endo-atmosphérique », c'est-à-dire dans les deux cas : dans l'atmosphère.
Les missiles (tactiques) intercepteurs utilisent l'air pour se mouvoir. Fortement améliorés pour traiter des armes assaillantes plus petites et un peu plus rapides que les avions, ils deviennent alors redoutables pour ces derniers (le russe S-400 Triumph par exemple).
Les armes lentes ont une portée maximum de quelques centaines de kilomètres. Elles sont donc utilisées contre des cibles proches du point de lancement ou, surtout, contre des troupes au sol dans un théâtre d'opération qui, lui aussi, leur est proche. C'est ce qui a fait appeler les missiles anti-balistiques chargés de les intercepter : « missiles de théâtre ».

#### B. Exo-atmosphérique

Portées

Les armes très rapides (6 à 7 km/s) ont une portée minimum de l'ordre de 500 à 1 000 km et maximum de 10 000 km. Elles peuvent aller très loin mais, aussi très près et être donc lancées quasiment aux mêmes faibles portées que les armes lentes. Ils peuvent ainsi avoir pour cible un très grand territoire où, dans tous les cas, leur vitesse d'arrivée (autour de Mach 8) les rend imparables.
Ce qui les caractérise, c'est d'avoir un très long parcours prévisible dans l'espace au cours duquel on peut les intercepter. L'intercepteur est un objet assez complexe, dit « Kill Vehicle » (KV). Il intercepte dans l'espace, sur le parcours spatial de l'arme en étant lancé par un missile balistique sur une trajectoire définie par le système d'alerte et d'interception spatiale. On parle de « défense de territoire » et d'interception « exo-atmosphérique », c'est-à-dire : dans l'espace, très loin de l'atmosphère.

#### C. Haut endo-atmosphérique
Les armes de la troisième catégorie, ni lentes ni très rapides (4 à 5 km/s) posent un problème particulier. Leur trajet dans l'espace est trop court pour y être interceptées, mais leur vitesse d'arrivée interdit de les traiter par un missile de défense aérienne élargie. L'intercepteur est un missile proche du missile balistique parce que extrêmement véloce tout au long de son parcours assez long (plusieurs dizaines de kilomètres) qui intercepte lui-même au moyen d'une détection infrarouge propre à l'interception spatiale. Ce sont ces conditions d'emploi dans l'espace alors qu'il reste encore de l'air d'une atmosphère raréfiée qui font parler d'interception « haut endo atmosphérique » c'est-à-dire : dans la partie finale de l'atmosphère. À la fin de l'atmosphère et début de l'espace alors qu'il reste encore des molécules d'air significatives qui compliquent la détection infrarouge (voir plus loin : détection infrarouge).

#### D. Cas particulier de l'emploi d'armes nucléaires
Tant que la technologie n'a pas permis la réalisation de satellites de surveillance (avec leur détection infrarouge) et d'énormes radars (avec leur capacité de trajectographie lointaine d'objets très petits), seuls des tirs nucléaires peuvent détruire les armes nucléaires balistiques assaillantes.
Américains et russes, seuls à pouvoir se doter de telles capacités, sont convenus par le traité ABM de 1972 d'en limiter l'implantation à deux sites.
Les américains ont construit des intercepteurs tels les Sprint (armement), LIM-49A Spartan, MIM-14 Nike-Hercules dotés d'armes nucléaires, certaines privilégiant l'émission de neutrons pour détruire les composants électroniques des armes nucléaires assaillantes et en interdire l'explosion. Pour autant ils en ont abandonné le principe, même si le traité ABM le leur permettait. Le premier et le seul système qu'ils ont déployé (à Grand Forks dans le Dakota du Nord) a été fermé par décision du Congrès six mois après sa mise en service.
Les russes aujourd'hui conservent une défense de Moscou par armes nucléaires qui ont succédé à leur Galosh initial.
La dénonciation par les américains du traité ABM en 2002 est due à leur supériorité technologique à ce moment-là. Elle résulte des travaux lancés par l'Initiative de défense stratégique. Ils commençaient à disposer des moyens (satellites, radars, moyens de calcul temps réel) qui leur permettaient de réaliser et de positionner dans le monde là où cela leur était utile les effecteurs (désormais non nucléaires) à venir (SM3 blockII B, THAAD, GBI), ce que le traité ABM leur aurait interdit. Bien d'autres raisons ont été aussi avancées.

### Différentes façons d'intercepter

#### A. Dans l'atmosphère
L'interception dans l'atmosphère est commune à tous les missiles anti-aériens. Elle est connue et n'est pas décrite ici.

#### B. Dans l'espace
Le détecteur infrarouge est le moyen privilégié pour repérer une arme assaillante dans l'espace.
Dans l'espace, le fond du ciel est froid. L'arme assaillante a été chauffée pendant le parcours propulsé sous l'effet de la résistance de l'air. Elle est facilement détectable sur fond de ciel froid en infrarouge.
Un détecteur infrarouge nécessite un très fort refroidissement. Le milieu spatial lui est favorable parce que très froid, ce qui nécessite moins d'efforts pour refroidir. Par ailleurs, dans l'espace, les trajectoires (cf. missile balistique) sont mathématiquement déterminées. La connaissance du début de la trajectoire de l'arme suffit pour déterminer où cette arme va se trouver ensuite, tout au long de son parcours à venir, et l'intercepter. Mais attention : les vitesses sont très importantes. La vitesse de rapprochement de l'arme (qui va à environ 7 km/s) et de l'intercepteur qui va environ à la même vitesse est de l'ordre de 10 (14 au plus) km/s soit 1 mètre en un dixième de milliseconde.

Kill Vehicle.

Aucun système de destruction par radar déterminant la distance et ordonnant la mise à feu d'un explosif qui projette des débris qui vont détruire la cible ne peut calculer la destruction à provoquer dans ces laps de temps incroyablement court. Seule solution : aller à la rencontre - et donc au choc de l'arme par l'intercepteur - en faisant se croiser les trajectoires. Si elles pouvaient être parfaitement déterminées, un intercepteur fait d'une masse d'acier lancée par un missile balistique sur une trajectoire ad hoc conviendrait. Or cette trajectoire (qu'il va falloir déterminer, voir ci-dessous) sera toujours imparfaite. Il faut que l'objet intercepteur puisse réaliser les petites et dernières corrections de trajectoire qui s'imposeront pour aller au choc. D'où son appellation de « Kill Vehicle » (KV) ou « véhicule tueur » qui apporte sa contribution avec son détecteur infrarouge et ses moteurs (figure b ci-contre) juste avant le choc.
L'interception se déroule de la façon suivante :
La trajectoire de l'arme assaillante est déterminée par les observations successives d'un satellite puis d'un radar (dans les schémas la Terre est représentée plate).

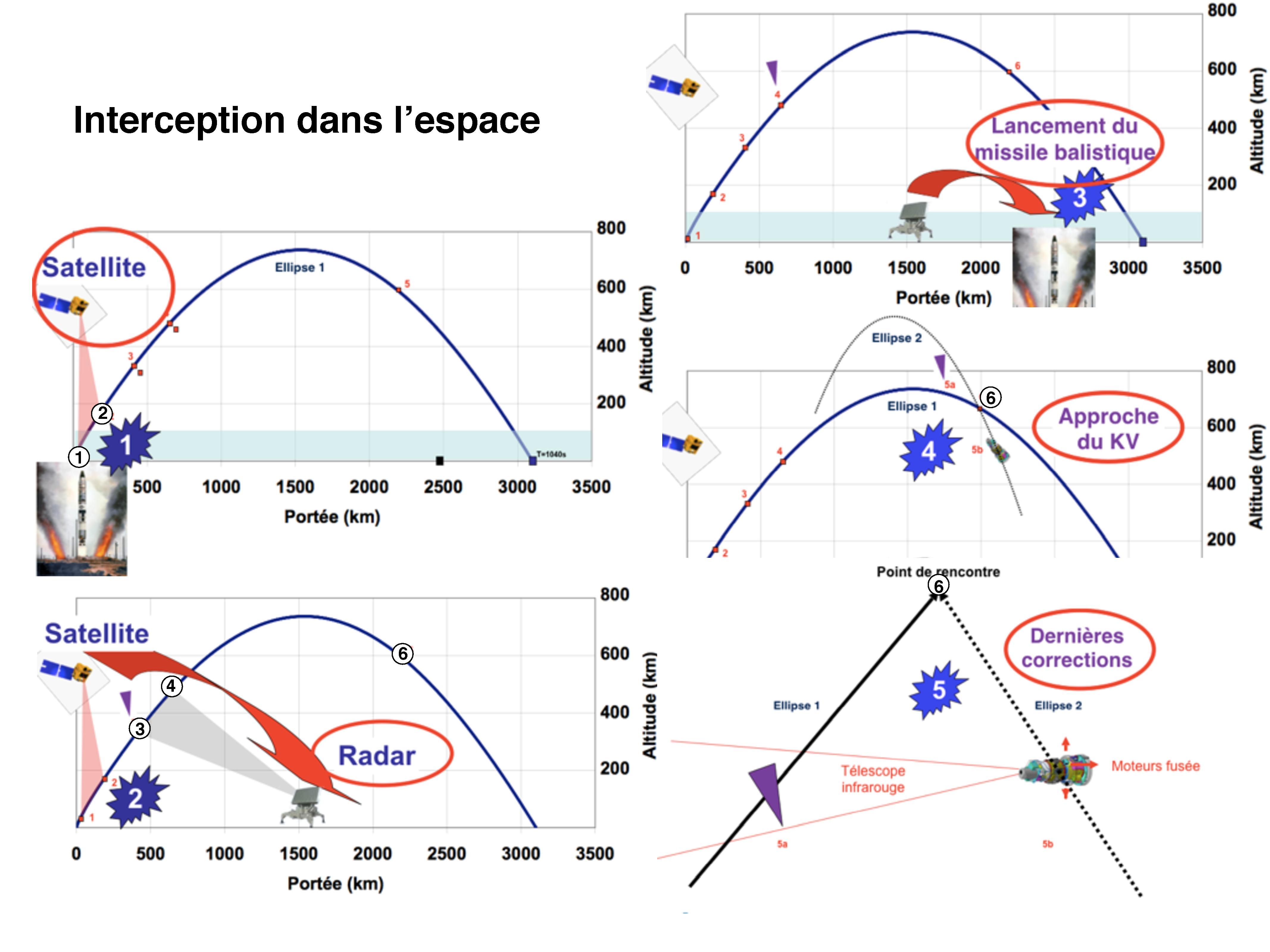
Interception spatiale

- Le satellite d'alerte observe en infrarouge l'allumage du missile balistique assaillant (image 1 en 1) et le suit jusqu'à la fin du parcours propulsé et la séparation de l'arme (en 2). Cette phase, très brève, dure au plus trois minutes. Après trois minutes (pour les plus longues portées, la moitié dans le cas de ce schéma) le missile balistique s'est totalement détruit (séparations successives des étages et arrêt de propulsion du dernier étage). Le satellite ne reçoit plus les informations venant de la combustion des étages.

- Il donne alors les informations qu'il vient de recevoir au radar d'alerte (image 2). À cause de la rotondité de la terre le radar doit attendre que l'arme soit visible (en 3). Il est placé au plus près de la menace, là où c'est possible, pour ne pas perdre trop de temps dans la détermination de la trajectoire. Quand l'arme est en 4, le radar considère avoir eu suffisamment d'information pour déterminer la trajectoire de l'arme (ellipse1) et calculer le point futur de rencontre (en 6). D'ailleurs, il ne faut pas qu'il perde trop de temps dans le déclenchement de la riposte. Aussi, connaissant les caractéristiques du missile balistique qui va envoyer le KV au contact de l'arme, il lui transmet sa trajectoire à venir lui et ordonne son lancement (image 3).

- Le KV est lancé quelques minutes après sur la trajectoire calculée (ellipse2, en pointillé) pour que le choc se produise en 6. Mais la trajectoire calculée par le radar ne peut être parfaite. Doté d'une capacité de détection infrarouge, le KV dès qu'il est « en vue » de l'arme assaillante (image 4) recalcule de façon fine la trajectoire de collision et corrige les erreurs en se déplaçant un peu selon quatre axes à l'aide de ses quatre moteurs fusées tout en poursuivant sa trajectoire (image 4 agrandie en 5) ce qui conduit à la collision prévue en 6.

Les grands équipements

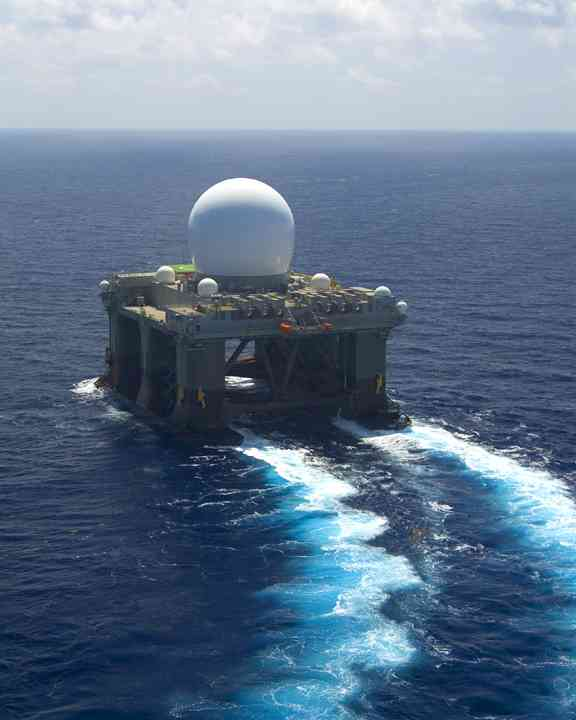
Radar de détection des armes balistiques très rapides et de très longue portée.

Plusieurs satellites de détection en infrarouge sont nécessaires dont l'un se trouvera bien placé pour saisir l'instant même d'allumage du missile balistique assaillant, en donner les caractéristiques (analyse de la lumière émise propre à des catégories de missiles) et informer le radar de la trajectoire ce qui lui permettra de se mettre en position d'attente.
Ce qui est demandé au radar, la trajectographie de l'arme, en fait un outil d'une remarquable complexité. Il doit "voir" à plusieurs milliers de kilomètres un objet conique qui s'est séparé du missile balistique (l'ogive) de toute petite dimension (diamètre de la base de l'ordre de 50 cm, hauteur de l'ordre de 150 cm). Une raison pour le placer au plus près de la menace, l'autre étant la rotondité de la Terre et donc le besoin de voir l'objet au-dessus de l'horizon du radar le plus tôt possible. Selon la géographie le radar sera implanté au sol, ou en mer comme le Sea-based X-band Radar américain.
Les missiles anti-missiles balistiques sont, pour la première génération, des missiles balistiques dont l'arme nucléaire est remplacée par un Kill Vehicle. C'est le cas du Ground-Based Interceptor (GBI) en Alaska. On cherche ensuite à les améliorer pour qu'ils aillent encore plus vite, le temps dévolu à l'interception étant très court. Il faut un missile balistique qui atteigne la vitesse de 6 km/s en une minute et non pas en trois minutes comme le GBI.

#### C. À la limite de l'atmosphère
L'interception est effectuée par un missile (tactique) de très forte puissance propulsive pour gagner très rapidement la haute atmosphère et dirigé vers la cible par son détecteur infrarouge.
La complexité de ce type d'interception vient de ce que le détecteur infrarouge doit rester à une température très faible alors qu'il est échauffé par le frottement de l'air résiduel ce qui complexifie sa technologie. Par ailleurs, c'est tout le missile qu'il faut conduire vers la cible pour la détruire par collision et non pas un (petit) Kill Vehicle, comme il en est pour l'interception dans l'espace. Aussi la capacité de ces intercepteurs est-elle limitée à des armes pas trop rapides ce qui correspond à une portée maximum de 3 000 km.

### Exemples d'interceptions

#### A. Exo-atmosphériques (dans l'espace)
Les américains ont conduit de nombreuses interceptions dans la partie spatiale (dite par eux midcourse) de la trajectoire de l'arme assaillante avec le programme Ground-Based Midcourse Defense. L'article Wikipédia qui y est consacré est riche d'enseignements sur les difficultés rencontrées. On voit (essai IFT5) que dans les premiers essais la maquette de l'arme assaillante émettait sa position GPS pour faciliter l'interception.
La Chine n'a pas fait de même. Elle a choisi pour première cible le 11 janvier 2007 un de ses vieux satellites, ce qui, incidemment, a créé plus de mille débris dans un espace proche qui en a déjà trop. L'idée est la même : faciliter l'action du missile balistique qui va lancer le KV par une connaissance sûre de la trajectoire de l'objet à détruire. Celle de tous les satellites est évidemment parfaitement connue, longtemps avant le tir du KV ce qui facilite les choses.
La première difficulté étant résolue - lancer le KV et lui faire rencontrer sa cible - il reste à valider la seconde : disposer d'un système d'alerte capable de fournir le plus tôt possible la trajectoire de la cible, l'arme assaillante, au missile balistique qui va lancer le KV.
La Chine a fait sa première interception complète le 11 janvier 2010 montrant ainsi au monde le seuil technologique qu'elle avait atteint, tant dans la destruction (assez facile) des satellites que celle (plus difficile) des armes balistiques.
Des voix se sont élevés contre la maîtrise militaire de l'espace, dite « arsenalisation de l'espace » mais d'autres l'estiment inéluctable et observent le retard de l'Europe.

#### B. Haut-endo atmosphériques (atmosphère raréfiée)
Dans le cadre de la Terminal High Altitude Area Defense les américains ont réalisé de nombreux essais avec le THAAD. Ces essais sont détaillés dans l'article qui lui est consacré.

### 

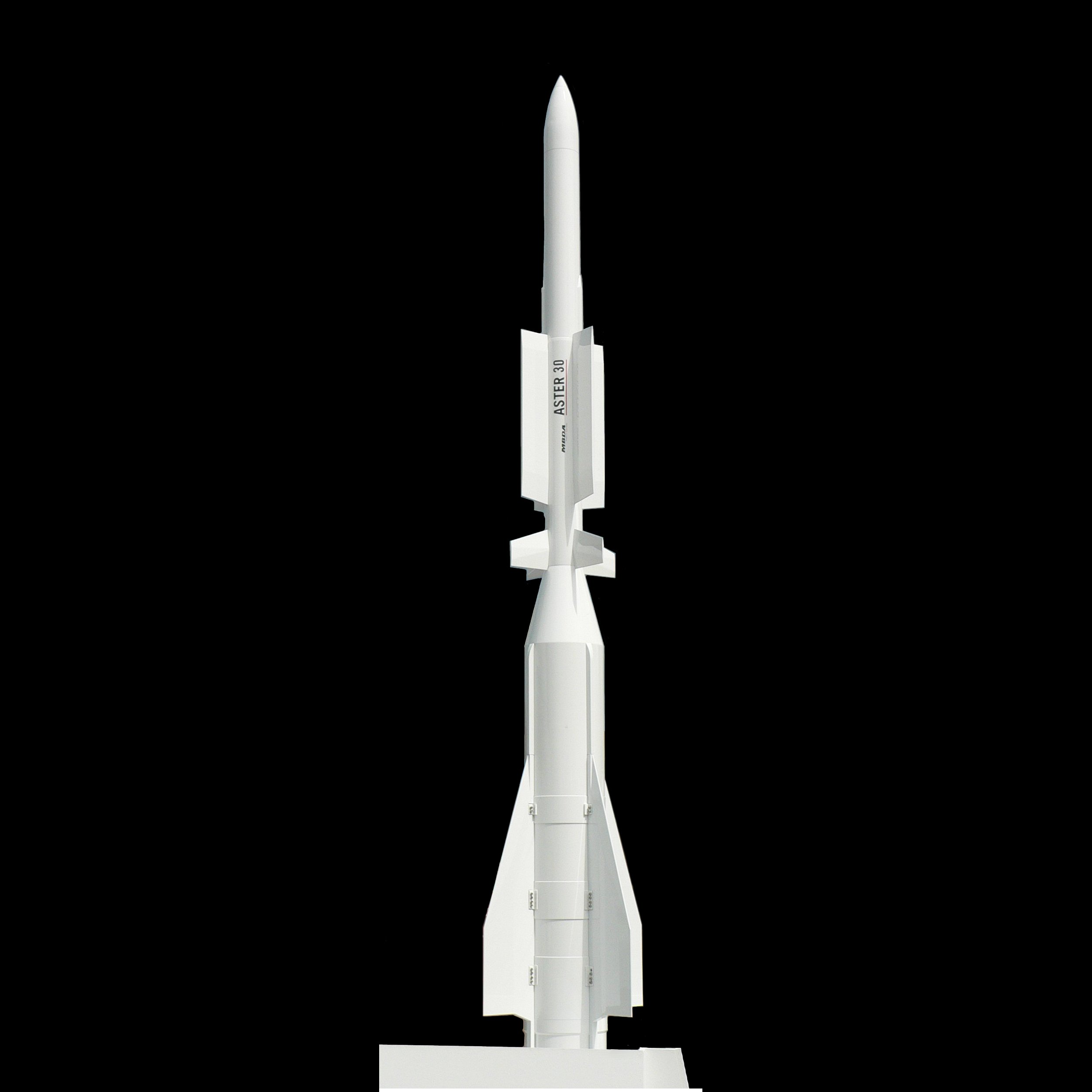
Missile antibalistique européen ASTER.

## Missiles anti-balistiques par pays

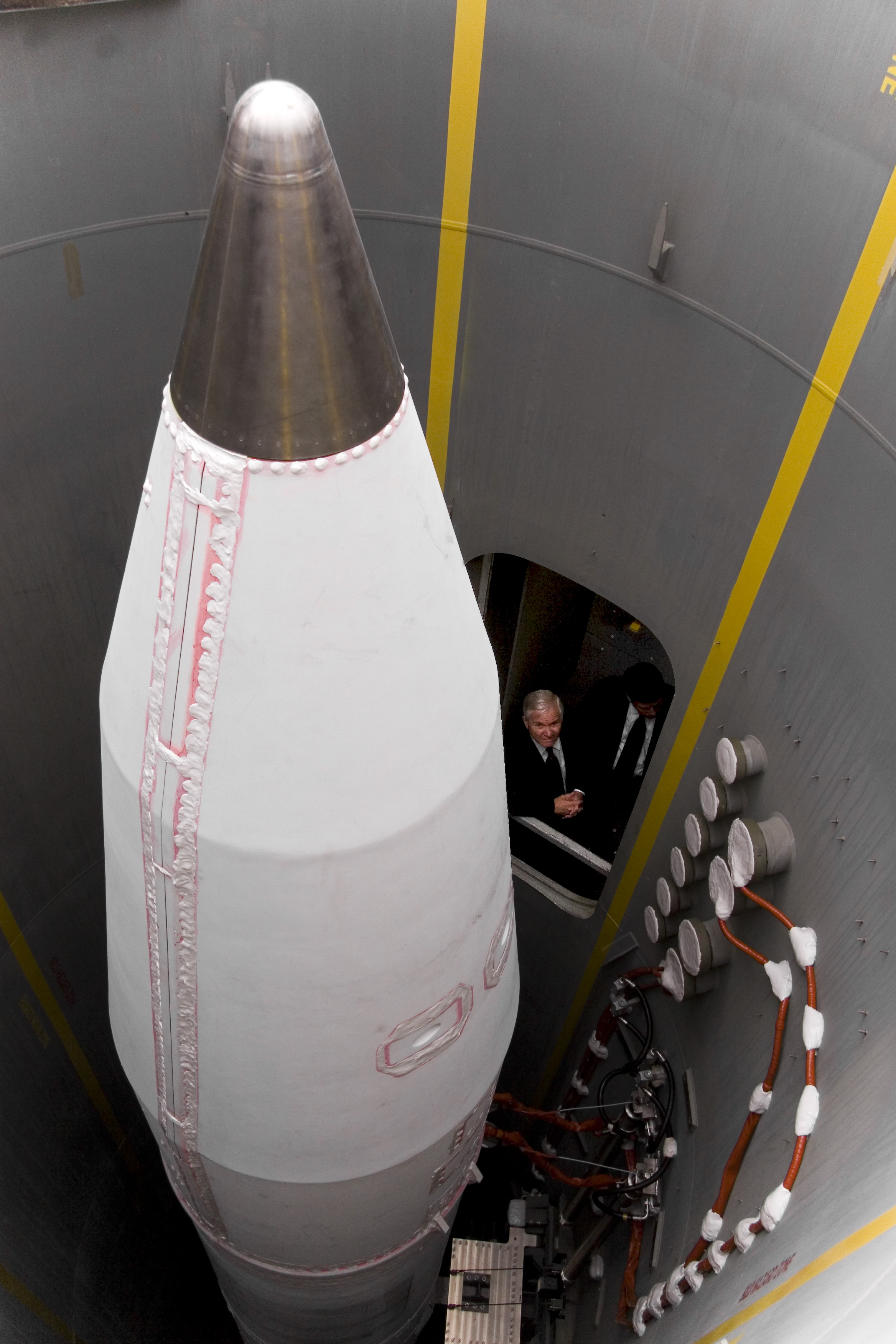
Un Ground-Based Interceptor dans son silo sur la base de Fort Greely en Alaska.

### Chine
- Fan Ji (prototype abandonné)

### États-Unis

#### Historique
- LIM-49 Nike Zeus (prototype) ;
- LIM-49A Spartan (en service en 1975 uniquement) composant « couche haute » du système Safeguard ;
- Sprint (en service en 1975 uniquement) composant « couche basse » du système Safeguard ;

#### En service
- RIM-161 Standard Missile 3, composant du système Aegis (codéveloppé avec le  Japon) ;
- Ground-Based Interceptor ;
- Terminal High Altitude Area Defense (THAAD) ;
- MIM-104F Patriot PAC-3.

### Israël
- Missile Arrow : défense de point

### Europe:France/Italie/Royaume-Uni
- Missile Aster Block 1 NT, composant du système sol-air moyenne-portée terrestre (SAMP/T) ;
- Missile Aster Block 2 (en projet).

### /

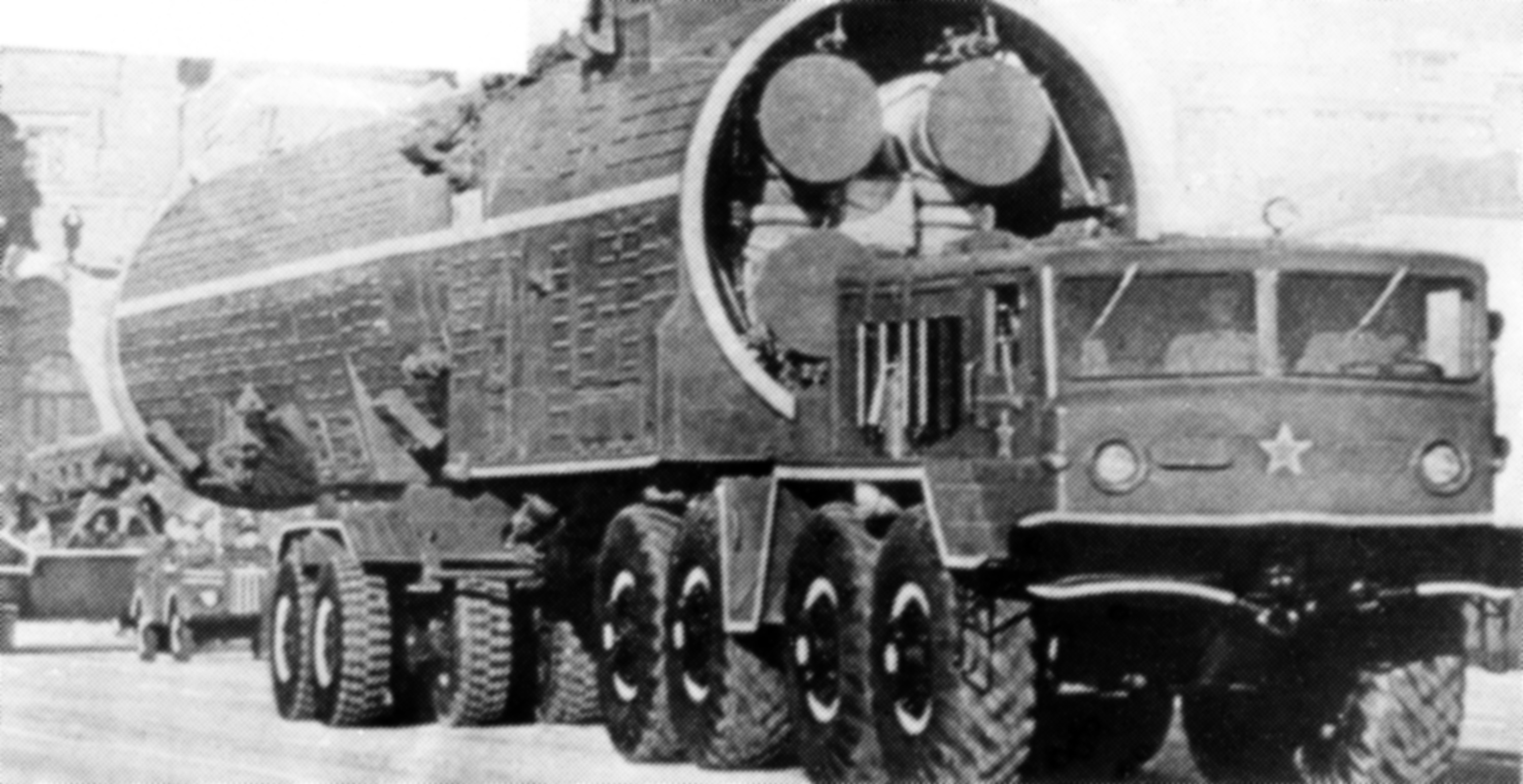
Missile antimissile mobile Galosh en URSS.

### Taïwan
- Tien Kung II/III

### Union soviétique/Russie

#### Historique
- V-1000 (prototype) ;
- A-350 ABM-1 Galosh (en service de 1971 à 1977) composant du système A-35 ;
- A-350R ABM-1B (en service de 1978 à 1995) composant du système A-35M ;
- ABM-4 Gorgon, (en service de 1995 à 2006) composant « couche haute » du système A-135 ;

#### En service
- ABM-3 Gazelle, composant « couche basse » du système A-135 ;
- S-300VM ;
- S-400 Triumph.
- S-500